# Leccinum
Leccinum je rod hub z čeledi hřibovitých a řádu hřibotvarých. V češtině jsou pro houby rodu Leccinum používané houbařské názvy křemenáč a kozák.

## Česká nomenklatura
Používání dvou českých názvů - kozák a křemenáč - je důsledkem vývoje české nomenklatury z počátku 20. století. Toto rozdělení používané pro české druhy rodu Leccinum se řídí barvou klobouku (druhy s rezavým či oranžovým kloboukem jsou nazývané jako křemenáče, ostatní jako kozáky) a z odborného hlediska nemá opodstatnění. V minulosti se objevovaly snahy o sjednocení českého názvosloví s odborným (latinský), které se však příliš neujaly. Například Albert Pilát v díle Klíč k určování našich hub hřibovitých a bedlovitých používá pro obě skupiny název kozák.
Krom názvů kozák a křemenáč se lze setkat také s historickými a lidovými termíny jako špičník, osičník...

## Taxonomie
Rod Leccinum popsal roku 1821 britský mykolog Samuel Frederick Gray (1766–1828). Pod názvem Krombholzia popsal tentýž rod v roce 1881 finský mykolog Petter Adolf Karsten. S ohledem na aktuálně platná pravidla mykologické nomenklatury má přednost starší název Leccinum. Dalším synonymem je např. Trachypus, který zavedl roku 1908 francouzský mykolog Frederic Bataille.
Pojetí jednotlivých druhů se mezi mykology dlouhou dobu lišilo. Především francouzský přístup se vyznačoval popisem velkého množství druhů, které jsou v jiných zemích považované pouze za odchylky (formy) několika základních druhů. Že jde skutečně jen o barevné odchylky běžných a široce uznávaných druhů, potvrdily i novodobé biomolekulární analýzy.

## Zástupci
| obrázek                | český název       | odborný název             | podřazené taxony | mykorh. symb. | výskyt | poznámka           |
| ---------------------- | ----------------- | ------------------------- | --- | ------------- | ------ | ------------------ |
| Leccinum holopus       | kozák bílý        | Leccinum holopus          | - k. nazelenalý (Leccinum holopus f. aerugineum) | bříza         | Evropa |                    |
| Leccinum scabrum       | kozák březový     | Leccinum scabrum          | - k. černohnědý (Leccinum scabrum var. melaneum) - k. červenající (Leccinum scabrum var. roseofractum) - k. lískový (Leccinum avellaneum) - L. molle - L. pulchrum | bříza         | Evropa |                    |
| Leccinum crocipodium   | kozák dubový      | Leccinum crocipodium      | | dub           | Evropa |                    |
| Leccinum pseudoscabrum | kozák habrový     | Leccinum pseudoscabrum    | | habr líska    | Evropa |                    |
|                        | kozák šedohnědý   | Leccinum brunneogriseolum | | bříza         | Evropa |                    |
| Leccinum variicolor    | kozák šedozelený  | Leccinum variicolor       | | bříza         | Evropa | syn. k. barvoměnný |
| Leccinum duriusculum   | kozák topolový    | Leccinum duriusculum      | | osika topol   | Evropa |                    |
| Leccinum vulpinum      | křemenáč bělostný | Leccinum percandidum      | | osika         | Evropa |                    |
| Leccinum versipelle    | křemenáč březový  | Leccinum versipelle       | | bříza         | Evropa |                    |
| Leccinum vulpinum      | křemenáč borový   | Leccinum vulpinum         | | borovice      | Evropa |                    |
| Leccinum aurantiacum   | křemenáč krvavý   | Leccinum aurantiacum      | | dub osika     | Evropa | syn. kř. dubový    |
| Leccinum aurantiacum   | křemenáč osikový  | Leccinum aurantiacum      | - kř. hnědý (Leccinum rufum var. decipiens) | osika         | Evropa |                    |
| Leccinum piceinum      | křemenáč smrkový  | Leccinum piceinum         | | smrk          | Evropa |                    |